# Reiner de Saint-Laurent
Reiner, Renier, Reinier, Reynerus ou Régnier, est un moine de l'abbaye Saint-Laurent de Liège mort en 1188. Reiner se revêtit en 1182 de l’habit de Saint Benoit en l'abbaye Saint-Laurent de Liège où il avait grandi. II écrivait en vers et en prose. Il est connu pour avoir écrit des œuvres de théologie, d'exégèse, de controverse et d'histoire, d'hagiographie et des biographies. Ses œuvres sont incluses  dans la  Patrologia Latina  et Monumenta Germaniae Historica.  Le Triumphale Bulonicum est une chronique qui rapporte grâce au récit de témoins oculaires, le siège en 1141 du Château de Bouillon par Albéron II, prince et évêque de Liège. Il a écrit des vers sur la situation de la Sardaigne et sur la délivrance miraculeuse d’un soldat captif, l'histoire de la translation de quelques reliques de saint Laurent de Rome à Liège, un poème sur la victoire de Saint Michel sur Lucifer, sept hymnes en l’honneur du Saint-Esprit et plusieurs « vies de saints » composées en prose, etc.
Il ne faut pas le confondre avec Reinier senior, un autre moine de Saint-Laurent : quelque temps avant Reiner de Saint-Laurentc'est-à-dire vers l’an 1130 vivait à Saint-Laurent de Liège un autre Reiner, personnage distingué par son savoir, Reinerus l'ancien. Reinerus senior a écrit sur les gestes de Saint Lambert  de Liège comme on peut le voir au tome Ier de l’Histoire de Liège.

## Œuvres
- « De conflictu duorum Ducum et animarum, mirabili revelatione, ac de Milite captivo per salutarem Hostiam liberato    » [4]
- « Lamentations en vers sur les malheurs de l'église » ( Threni de ecclesiae pressuris )
- « Deux livres sur l’Ancien et le Nouveau Testament » (la Panthère, c’est-à-dire en prose et en vers)
- « Le martyre des Macchabées »  (Vers)
- « Tromphale Bulonicum »
- « Des écrivains ecclésiastiques célèbres de son monastère », en trois livres.
- « Commentaire sur les O de l’Avent ».
- « Le miroir de la pénitence, ou de la vie de sainte Pélagie », en deux livres.
- « Le  palmier virginal, ou la vie et la passion de sainte Marie de Cappadoce ».
- « La fleur du désert, ou vie de saint   Thiébald, ermite ».
- « De l'arrivée des reliques de saint Laurent, de Liège » .
- « Hymnes pour l’Office  du Saint-Esprit, suivies    de quelques autres vers. »
- « Le  triomphe de Bouillon », en cinq  livres .
- « La Vie de saint Evraclus et  de saint Reginard. »
- « De la chute de la foudre sur son monastère. »1182
- « Sur la dédicace de sa nouvelle église. »1182
- « Les Larmes», en trois livres.
- « Du départ  de  la mort ».
- « Vie de saint Wolbodonus évêque de Liège », préfacée par Mabillon.

cf. Les sources de l'histoire du pays  de Liège 

## Sources
- Annales de l’ordre, tome V, page 277 - tome VI, page 71
- Histoire générale des auteurs sacrés et ecclésiastique  de    Rémy Ceillier,  chapitre LXXII, page 796. [lire en ligne]
- Histoire Littéraire de la France, page 79. [lire en ligne]
- Hubert Silvestre, Notes sur la "Vita Evracli" de Renier de Saint-Laurent. Contribution à l'histoire littéraire du XIIe siècle Liégeois, Revue d'histoire ecclésiastique, XLIV (1949), p. 29–86
- Hubert Silvestre, Renier de St.-Laurent et le déclin des écoles liégeoises au XIIe siècle, Miscellanea Tornacensia. Mélanges d'archéologie et d'hist. Congrès de Tournai 1949 (Bruxelles 1951), p. 112–123
- David Foote, Taming monastic advocates and redeeming bishops: the Triumphale and episcopal vitae of Reiner of St. Lawrence, Revue d'histoire ecclésiastique 91 (1996)
- Article "Reiner von Lüttich", col. 1165 in Die deutsche Literatur des Mittelalters: Verfasserlexikon (2006), de Wolfgang Stammler, Karl Langosch, Kurt Ruh